# Gyrolasomyia washingtoni
Gyrolasomyia washingtoni är en stekelart som beskrevs av Girault 1913. Gyrolasomyia washingtoni ingår i släktet Gyrolasomyia och familjen finglanssteklar.
Artens utbredningsområde är Papua Nya Guinea. Inga underarter finns listade i Catalogue of Life.